# Louis Heusghem
Louis Heusghem (Ransart, 26 december 1882 - Montigny-le-Tilleul, 16 augustus 1939) was een Belgisch wielrenner. Hij was beroepsrenner van 1911 tot 1922. Heusghem nam 8 maal deel aan de Ronde van Frankrijk. In 1912 won hij de etappe naar Brest. In 1922 had hij bijna de Ronde van Frankrijk gewonnen. Tijdens de rit van Straatsburg naar Metz kwam hij echter ten val. Hij verwisselde van fiets met goedkeuring van de koerscommissaris. Later kreeg hij hiervoor toch een boete en een uur straftijd en waren zijn winstkansen verdwenen. Louis Heusghem was de broer van renner Hector Heusghem.

## Belangrijkste overwinningen
1912
- Parijs-Tours
- 12e etappe Ronde van Frankrijk

1920
- 8e etappe Ronde van Frankrijk

## Resultaten in voornaamste wedstrijden
| Jaar | Ronde van Italië | Ronde van Frankrijk | Ronde van Spanje |
| ---- | ---------------- | ------------------- | ---------------- |
| 1911 |                  | 5e                  |                  |
| 1912 |                  | 11e (1)             |                  |
| 1913 |                  | opgave              |                  |
| 1914 |                  | 10e                 |                  |
| 1919 |                  | opgave              |                  |
| 1920 |                  | 6e (1)              |                  |
| 1921 |                  | opgave              |                  |
| 1922 |                  | 19e                 |                  |

| Jaar | Milaan-San Remo | Parijs-Roubaix | Luik-Bast.‑Luik | Parijs-Tours | Parijs-Brussel |
| ---- | --------------- | -------------- | --------------- | ------------ | -------------- |
| 1911 |                 |                |                 |              | 4e             |
| 1912 | 7e              | 12e            |                 | Goud         | 17e            |
| 1913 |                 | 31e            |                 |              |                |
| 1914 |                 |                |                 |              | Zilver         |
| 1919 |                 | 4e             | 6e              |              | 11e            |
| 1920 |                 |                |                 | 11e          | 10e            |
| 1921 |                 | 29e            |                 | 6e           |                |
| 1922 |                 | 31e            |                 | 34e          |                |

- Bibliothèque nationale de France: cb14975760q (data)
- International Standard Name Identifier: 0000 0004 5095 8014
- Virtual International Authority File: 316737103